# Johannes Volkelt
Johannes Immanuel Volkelt (21 de julho de 1848, Lipnik perto de Biala, Galícia austríaca - 8 de maio de 1930, Leipzig) foi um filósofo alemão. 

## Biografia

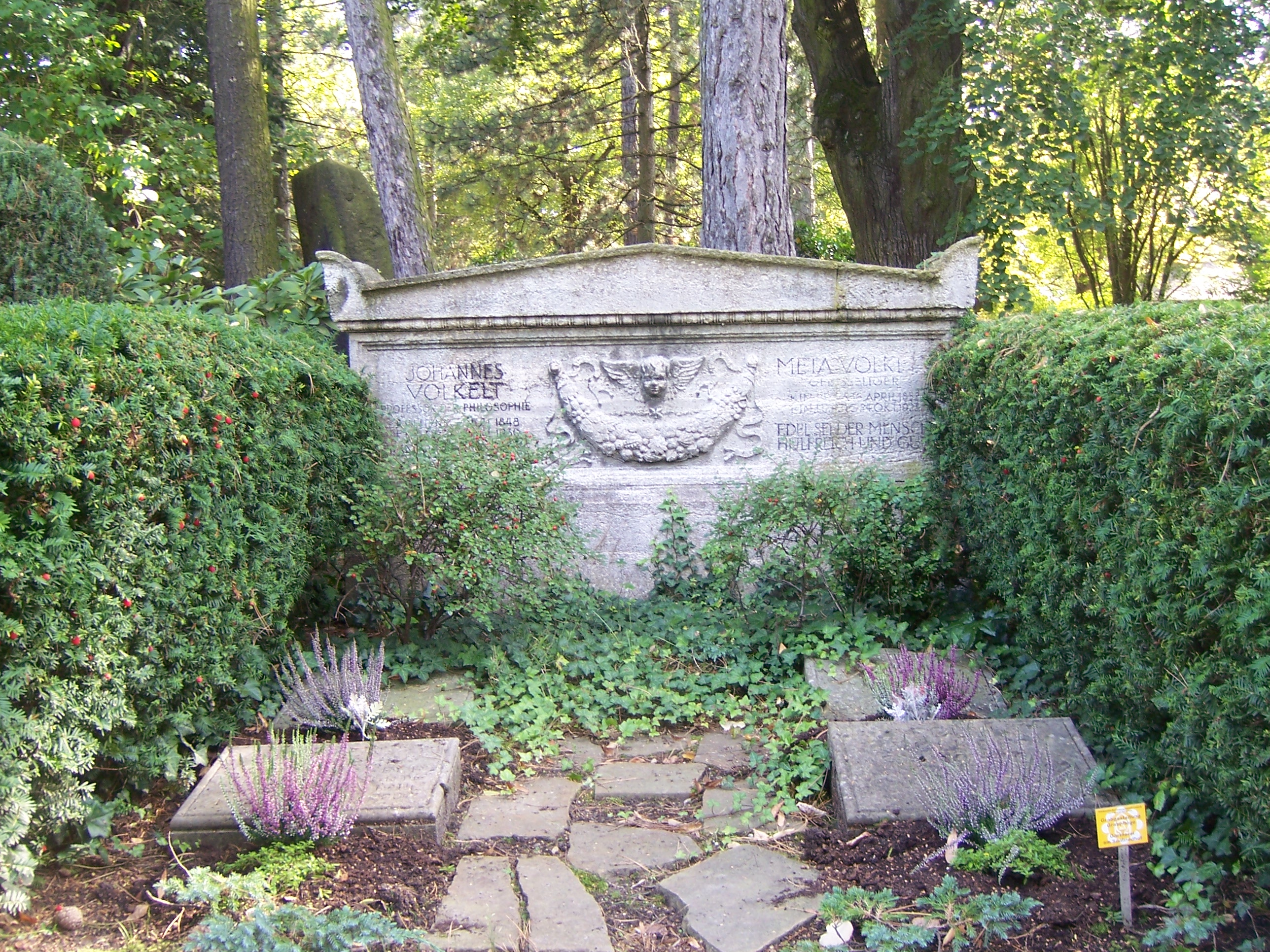
Túmulo de Johannes Volkelt e parente em Südfriedhof (Leipzig).

Ele foi educado em Viena, Jena e Leipzig . Tornou-se professor de filosofia em Basileia em 1883 e em Würzburg em 1889, e em 1894 foi nomeado professor de filosofia e pedagogia em Leipzig. 

## Filosofia
Na filosofia, seus principais esforços foram sua oposição ao positivismo e sua tentativa de uma nova teoria metafísica. Sua posição independente foi alcançada após períodos sucessivos nos quais ele seguiu Hegel, Schopenhauer e Hartmann. 
Ao lado de Theodor Lipps e Stephan Witasek, é considerado um dos mais importantes representantes da psicologia da estética.  Ele é particularmente conhecido por suas investigações do conceito de empatia como um princípio fundamental da teoria da arte.  Ele propôs que experimentar uma obra de arte com empatia tem duas variações: "empatia adequada" (eigentliche Einfühlung) e "empatia de humor" (Stimmungseinfühlung).  Seus pensamentos sobre Einfühlung e o processo enfático foram documentados em sua obra System der Ästhetik. 

## Interpretação dos sonhos
Volkelt passou um tempo analisando o significado dos sonhos e registrou sua análise em Die Traumphantasie. Ele é citado diversas vezes em A Interpretação dos Sonhos como base para as afirmações de Sigmund Freud.
Volkelt acreditava que os elementos de um sonho estavam diretamente relacionados ao corpo do sonhador, como um fogão crepitante sonhado representando os pulmões do sonhador. 

## Obras
Suas obras mais importantes são: 
- Pantheismus und Individualismus im System Spinozas (1872)
- Die Traumphantasie (1875)
- Kants Erkenntnistheorie, uma crítica profunda (1879)
- Erfahrung und Denken. Kritische Grundlegung der Erkenntnistheorie tornou-se um livro padrão de epistemologia, especialmente devido ao seu exame aprofundado do conceito de “experiência”. (Hamburgo e Leipzig, 1886) Reimpresso com introdução e índice por Harald Schwaetzer 2000.[4]
- Aesthetische Zeitfragen (1895)
- Arthur Schopenhauer, seine Persönlichkeit, seine Lehre, sein Glaube (1900)
- Die Kunst des Individualisierens in den Dichtungen Jean Pauls (1902)
- System der Aesthetik (1905—14)
- Phänomenologie und Metaphysik der Zeit (1925)